# エルンスト・ヘルマン・マイヤー

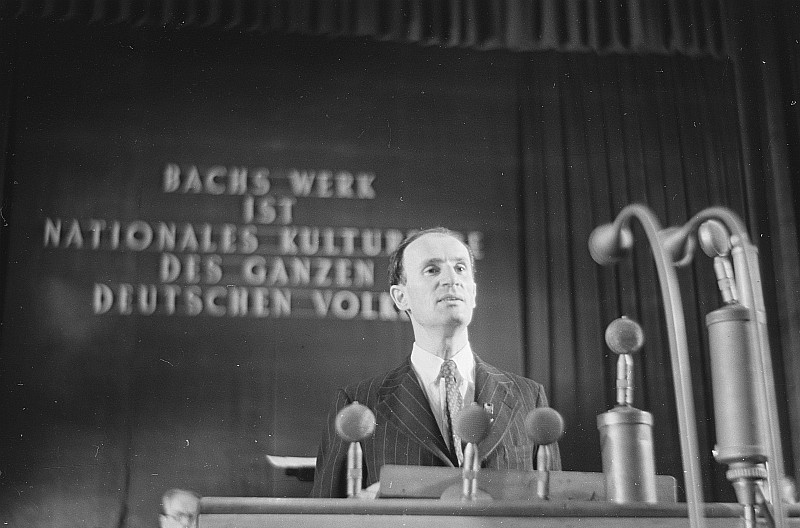
ヨハン・ゼバスティアン・バッハ没後200年記念にあたってスピーチするマイヤー（1950年）

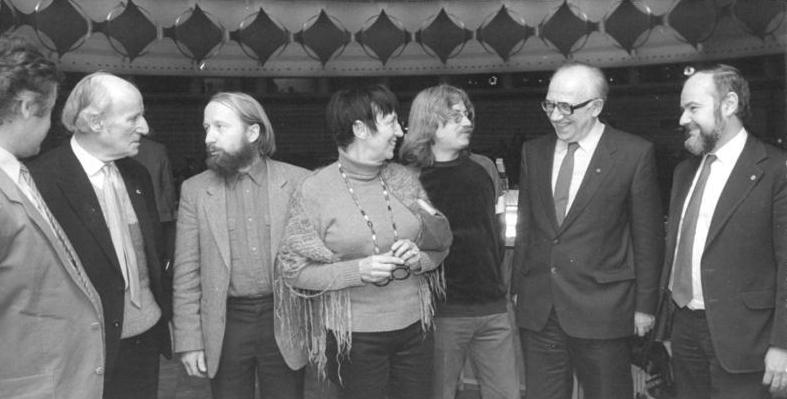
1982年のベルリン作曲家会議でのマイヤー（左から2人目）

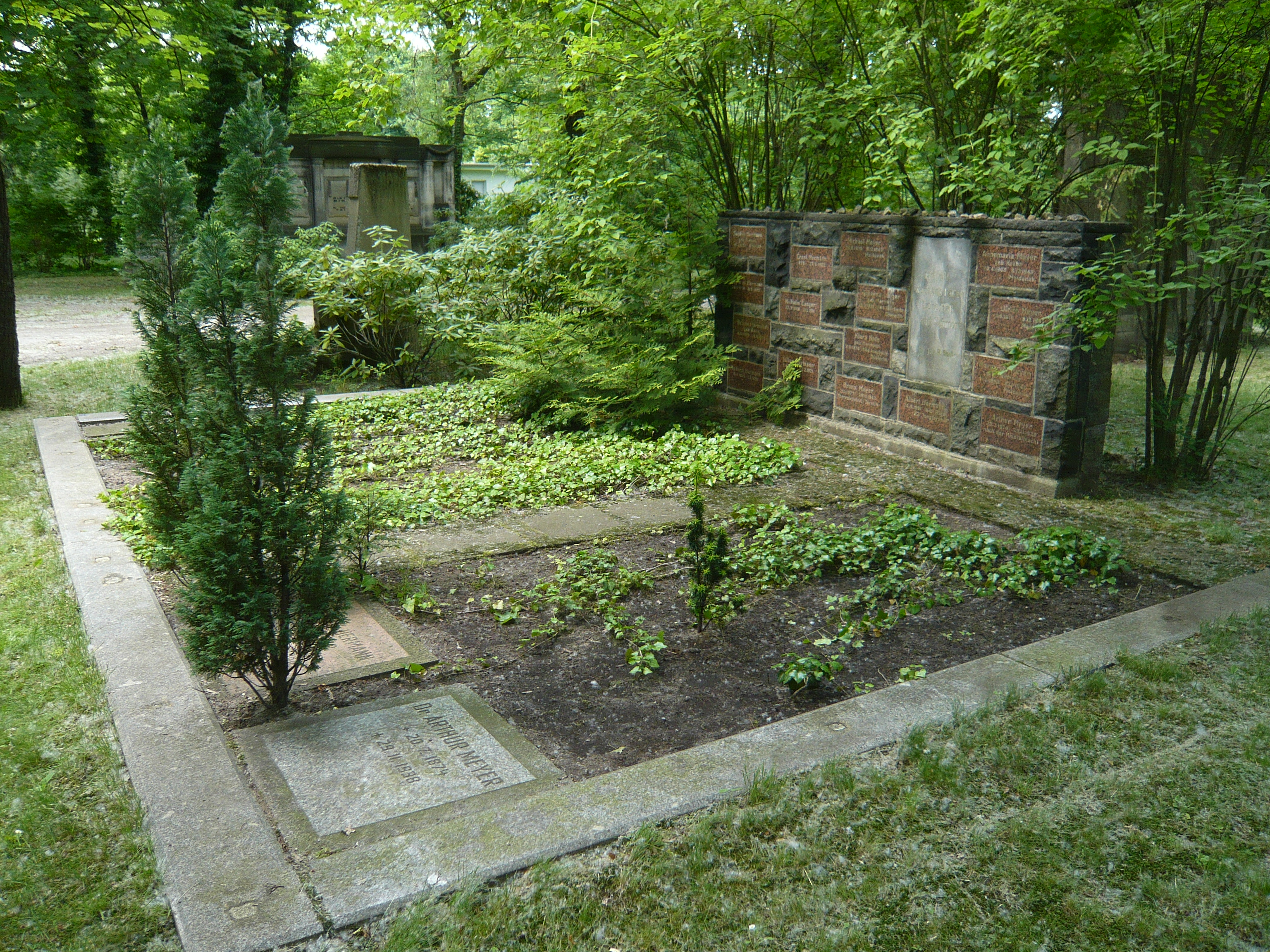
マイヤーの墓

エルンスト・ヘルマン・マイヤー（Ernst Hermann Meyer, 1905年12月8日 - 1988年10月8日）は、ドイツの作曲家・音楽学者。

## 生涯
ベルリン出身。6歳でピアノを、11歳より作曲を始めた。いったん銀行員として働いたが、1926年よりハイデルベルク大学で音楽を学び、1930年に17世紀北ドイツの作曲家による室内楽曲の研究で博士号を取得した。さらにハンス・アイスラーに作曲を師事し、またベルリンでパウル・ヒンデミットとマックス・ブティングに学んだ。このころにドイツ共産党に入党し、労働者合唱団の指揮や闘争歌の作曲を行った。
共産主義者でユダヤ人だったため、ナチスの迫害を避けて、1933年にイギリスに移住した。イギリスでは、17世紀イギリスの室内楽曲を研究し、アラン・ブッシュと知り合って労働者教育協会で講義した。1939年にはベッドフォード大学の講師となり、1945年からはキングス・カレッジの客員教授に迎えられた。
1948年、ドイツ民主共和国（東ドイツ）に帰国した。ベルリン大学の音楽学教授、東ドイツ作曲家連盟議長を務め、ドイツ・ヘンデル協会会長としてハレでヘンデル・フェスティバルを毎年開催した。
作品には2つの交響曲、管弦楽曲、室内楽曲、オペラ、オラトリオがある。また音楽学者としてイギリスの古楽に関する著書も残している。彼の作品はマルクス・レーニン主義の理想を情熱的にうたいあげるもので、また唯物史観にもとづく音楽学を提唱し、東ドイツの音楽文化に大きな影響を与えた。

## 作品
- 弦楽のための交響曲（1947年）
- 弦楽四重奏曲第1番（1956年）
- 弦楽四重奏曲第2番（1959年）
- ヴィオラとオーケストラのための詩曲（1961年）
- 交響曲（1967年）
- 弦楽四重奏曲第3番（1967年）
- ハープと室内オーケストラのための協奏曲（1968年）
- トッカータ（1971年）
- ヴィオラ協奏曲（1978年）
- ヴィオラとピアノのためのソナタ（1979年）
- ヴィオラのためのエッセイ（1983年）

## 著書
- English Chamber Music: The History of a Great Art From the Middle Ages to Purcell, London 1946; 1958 in deutsch: Die Kammermusik Alt-Englands. Vom Mittelalter bis zum Tode Henry Purcells (Aus dem Englischen von Gerda Becher) Leipzig, 1958
- Bericht über die wissenschaftliche Bachtagung der Gesellschaft für Musikforschung, Leipzig 1950, Hrsg. Walther Vetter und Ernst Hermann Meyer, C.F. Peters, Leipzig 1951
- Musik im Zeitgeschehen, Verlag Bruno Henschel und Sohn, Berlin (Ost) 1952
- Aufsätze über Musik, Henschelverlag, Berlin (Ost) 1957
- Die mehrstimmige Spielmusik des 17. Jahrhunderts in Nord- und Mitteleuropa, Heidelberg 1930